# KWin
KWin е мениджър на прозорци, предназначен за системата X11. Неразделна част e от KDE десктоп и може да се използва за допълнителни работни пространства. Той има богати възможности за конфигурация.

## Отличителни черти на KWin
- Поддръжка на режим на пълен екран (full screen).
- Поддръжка на фокусни политики (focus policies) – различни правила за определяне на това кой прозорец е активен.
- Поддръжка на виртуални работни полета (virtual desktops).
- Възможност за задължаване на прозорец да стои под (Always on bottom) или над останалите (Always on top).
- „Умно“ преместване и оразмеряване на прозореца (smart placement) – автоматично доближаване до близка рамка на друг прозорец.
- Показване на размерите и позицията на прозореца при преместване и оразмеряване.
- Скриване на тялото на прозорец (shade).
- Възможност за настройка на клавишни комбинации за контрол на поведението на мениджъра.
- Промяна на външния вид – съществуват множество графични теми, като KWin идва по подразбиране с няколко вградени, а голям брой теми, създадени от фенове, могат да бъдат изтеглени от Интернет.
- Визуални ефекти (прозрачност и др.).